# Mất tháng 9 năm 2015

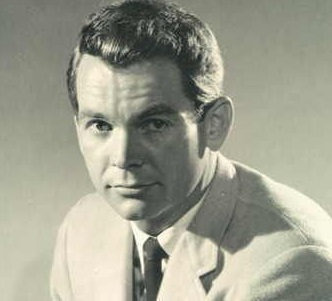
Diễn viên Dean Jones

Dưới đây là danh sách những nhân vật đáng chú ý mất trong tháng 9 năm 2015.
Các mục được liệt kê theo ngày. Một mục điển hình sẽ liệt kê các thông tin theo cấu trúc sau:
- Tên, tuổi, nghề nghiệp và quốc tịch, nguyên nhân cái chết, chú thích.

### 13
- Kalamandalam Satyabhama, 77, vũ công Ấn Độ.[1]

### 12
- Ron Springett, 80, cầu thủ bóng đá Anh (Sheffield Wednesday).[2]

### 11
- Oana Ioachim, 48, nữ diễn viên Romania, ung thư.[3]

### 10
- Philip Amm, 51, cầu thủ cricket Nam Phi.[4]

### 9
- Lane Bray, 86, chính trị gia Mỹ.[5]

### 8
- Joaquín Andújar, 62, cầu thủ bóng chày Dominica (Houston Astros, St. Louis Cardinals), biến chứng tiểu đường.[6]
- Andrew Kohut, 73, nhà khoa học chính trị Mỹ, bệnh bạch cầu.[7]
- Tyler Sash, 27, cầu thủ bóng bầu dục Mỹ (New York Giants).[8]
- Joost Zwagerman, 51, nhà văn Hà Lan, tự sát.[9]

### 7
- Helen Burns Jackson, 91, nhà hoạt động dân quyền Mỹ.[10]

### 6
- Beverly Daggett, 69–70, chính trị gia Mỹ.[11]

### 5
- Antonio Dalmonte, 96, cầu thủ bóng đá Ý.[12]

### 4
- Geoffrey Bolton, 83, sử gia Australia.[13]

### 3
- Adrian Cadbury, 86, thương gia Anh.[14]

### 2
- John E. Boland, 78, chính trị gia Mỹ.[15]

### 1
- Bouteldja Belkacem, 67-68, ca sĩ, nhà soạn nhạc Algeria.[16]

## Các tháng trước
| - Mất tháng 8 năm 2015 - Mất tháng 7 năm 2015 - Mất tháng 6 năm 2015 - Mất tháng 5 năm 2015 - Mất tháng 4 năm 2015 - Mất tháng 3 năm 2015 | - Mất tháng 2 năm 2015 - Mất tháng 1 năm 2015 |